# Békés (ancien comitat)
Békés est un ancien comitat de Hongrie.